# Maurizio Bormolini
Maurizio Bormolini (Tirano, 24 februari 1994) is een Italiaanse snowboarder.

## Carrière
Bormolini maakte zijn wereldbekerdebuut op 21 december 2011 in Carezza, een dag later scoorde hij aldaar zijn eerste wereldbekerpunten. In december 2015 behaalde de Italiaan in Cortina d'Ampezzo zijn eerste toptienklassering in een wereldbekerwedstrijd. Een maand later stond Bormolini in Bad Gastein voor de eerste maal in zijn carrière op het podium van een wereldbekerwedstrijd. Op de FIS wereldkampioenschappen snowboarden 2017 in de Spaanse Sierra Nevada eindigde de Italiaan als dertiende op de parallelreuzenslalom.

## Resultaten

### Wereldkampioenschappen
| Jaar | Plaats        | Resultaten                                                        |
| ---- | ------------- | ----------------------------------------------------------------- |
| 2017 | Sierra Nevada | DSQ Parallelslalom 13e Parallelreuzenslalom                       |
| 2019 | Park City     | DNF Parallelslalom                                                |
| 2021 | Rogla         | 11e slalom                                                        |
| 2023 | Bakoeriani    | 30e Parallelslalom 5e Parallelreuzenslalom 4e Parallelslalom team |
| 2025 | Engadin       | 9e Parallelslalom · 5e Parallelreuzenslalom · Parallelslalom team |

### Wereldbeker
Eindklasseringen
| Seizoen   | PAR | PGS | PSL |
| --------- | --- | --- | --- |
| 2011/2012 | 66e | –   | –   |
| 2012/2013 | –   | –   | –   |
| 2013/2014 | 71e | 63e | –   |
| 2014/2015 | 41e | 43e | 39e |
| 2015/2016 | 13e | 14e | 8e  |
| 2016/2017 | 15e | 6e  | 20e |
| 2017/2018 | 19e | 31e | 4e  |

Wereldbekerzeges
| Datum            | Plaats      | Onderdeel            |
| ---------------- | ----------- | -------------------- |
| 10 januari 2023  | Bad Gastein | Parallelslalom       |
| 22 januari 2023  | Bansko      | Parallelslalom       |
| 14 december 2023 | Carezza     | Parallelreuzenslalom |
| 16 januari 2024  | Bad Gastein | Parallelslalom       |
| 1 december 2024  | Mylin       | Parallelslalom       |
| 11 januari 2025  | Scuol       | Parallelreuzenslalom |
| 25 januari 2025  | Rogla       | Parallelreuzenslalom |